# Fisher Island, Västantarktis
Fisher Island är en ö i Antarktis. Den ligger i havet utanför Västantarktis. Nya Zeeland gör anspråk på området.